# مينورو ناجاتا
مينورو ناجاتا (باليابانية: 永田実؛ بالكانا: ながた みのる) هو متزحلق ياباني، (و. 1906  م).

## وصلات خارجية
- مينورو ناجاتا على موقع أوليمبيديا (الإنجليزية)